# Поважська Бистриця (округ)
О́круг Поважська Бистриця (словац. Okres Považská Bystrica) — округ (район) в Тренчинському краї, в північно-західній Словаччині. Площа округу становить — 463,2 км², на якій проживає — 63 982 особи (31.12.2009). Середня щільність населення становить — 138,13 осіб/км². Адміністративний центр округу — місто Поважська Бистриця в якому проживає 41 697 жителів.

## Загальні відомості

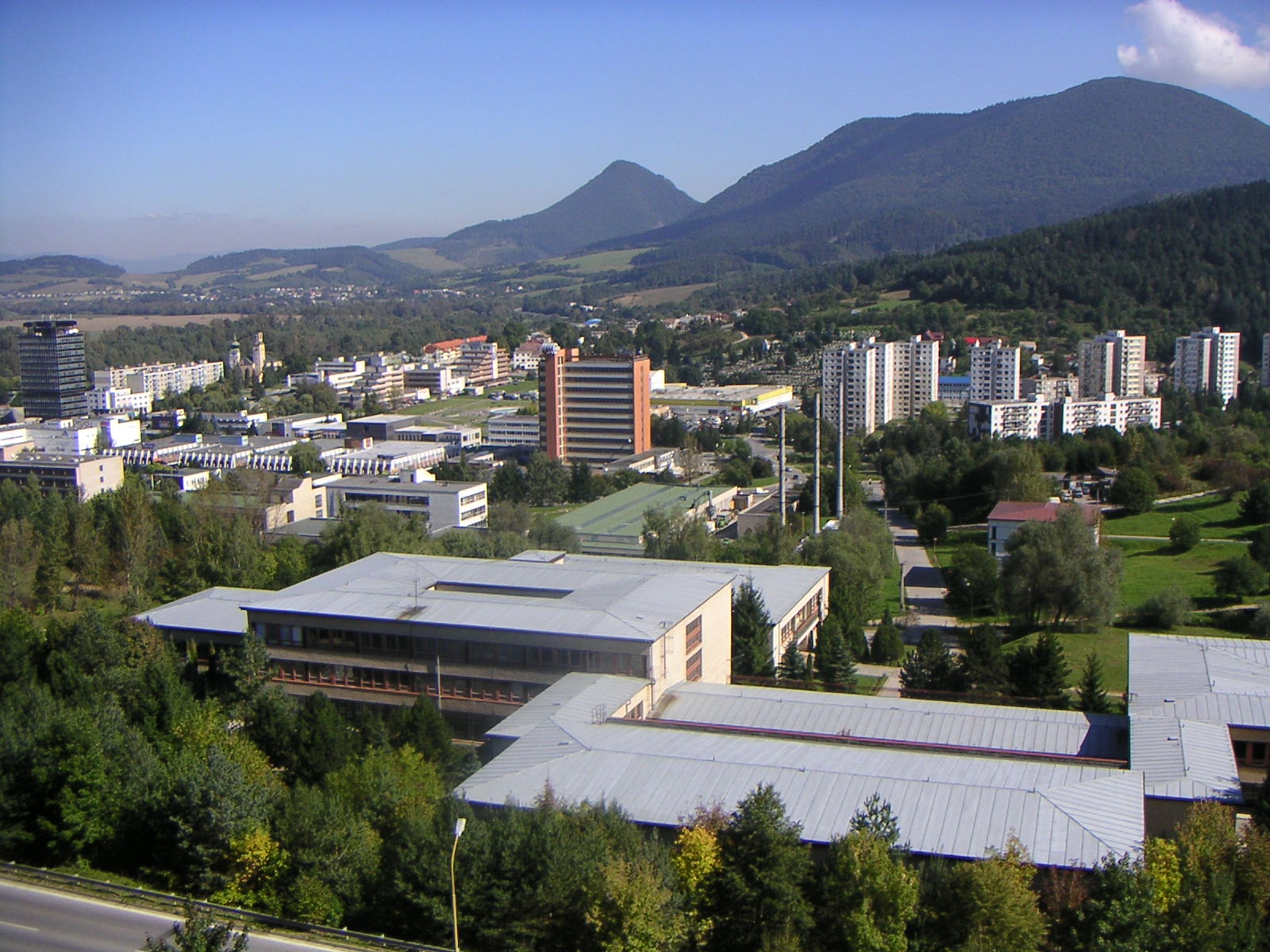
Місто Поважська Бистриця

До 1918 року округ входив до складу угорського графства Тренчин.
В сучасному вигляді округ був утворений у 1996 році під час адміністративно-територіальної реформи Словацької Республіки, яка набула чинності 24 липня 1996 року.
Округ розташований на півночі Тренчинського краю, у північно-західній частині Словаччини. Він межує з округами: на заході — південному заході — Пухов (Тренчинського краю), на північному сході — Чадця і Битча, на сході і південному сході Жиліна (всі округи Жилінського краю), на півночі округ межує із Чехією.
Територією округу протікає найбільша річка Словаччини — Ваг, ліва притока Дунаю. Розташовані Подманінські пагорби.
Розташовані природні заповідники Бабіратка; Костолецька ущелина і Манінська ущелина.

## Статистичні дані
| Рік:            | 1994.  | 2004.   | 2014.   | 2024.   |
| --------------- | ------ | ------- | ------- | ------- |
| Кількість осіб: | 65 381 | 64 708  | 63 176  | 60 361  |
| Різниця:        |        | -1,02 % | -2,36 % | -4,45 % |

| Рік:            | 2023.  | 2024.   |
| --------------- | ------ | ------- |
| Кількість осіб: | 60 577 | 60 361  |
| Різниця:        |        | -0,35 % |

Національний склад 2010:
- Словаки — 97,87% (62 532 особи)
- Чехи — 0,98% (626 осіб)
- Угорці — 0,08% (49 осіб)
- Поляки — 0,07% (43 особи)
- Українці — 0,06% (38 осіб)
- Роми — 0,06% (38 осіб)
- Німці — 0,05% (32 особи)
- інші національності — 0,83%

Конфесійний склад 2001:
- Католики — 86,0%
- Лютерани — 2,2%
- інші релігії та атеїсти  — 11,8%

## Адміністративний поділ
Округ складається з 28 населених пунктів: 27 сіл і 1 міста.

### Місто:
- Поважська Бистриця

### Села:
Бодина • Брвниште • Врхтепла • Гатне • Горна Марикова • Горний Лєсков • Дольна Марикова • Дольний Лєсков • Доманижа • Дюрдьове • Заскалля • Клештина • Костолець • Мале Ледніце • Папрадно • Плевник-Дреньове • Підскалля • Почарова • Пречин • Пружина • Садочне • Сверепець • Слопна • Ступне • Удича • Челкова Легота • Ясениця